# آشیانه نجبا
آشیانه نجبا (روسی: Дворянское гнездо) یا نشمین‌گاه نجیبان، عنوان رمانی است از ایوان تورگنیف که در شمارگان آثار چاپی ژانویه ۱۸۵۹ انتشارات سوورمینک به چاپ رسید. این کتاب در همان زمان و در میان محافل عمومی با استقبال چشمگیری مواجه گردید و تا اواخر سده نوزدهم، با حداکثر آرای مطالعه‌کنندگان، واکنش‌های منفی بسیار اندکی را هم پذیرا گردید. در سال ۱۹۶۹، فیلمی سینمایی نیز بر اساس همین رمان توسط آندری کونچالوفسکی ساخته شد.